# Metzora
Metzora, Metzorah, M'tzora, Mezora, Metsora, o M'tsora (ebraico: מְּצֹרָע — tradotto in italiano: “il lebbroso”, 9ª parola e incipit di questa parashah) 28ª porzione settimanale della Torah (ebr. פָּרָשָׁה – parashah o anche parsha/parscià) nel ciclo annuale ebraico di letture bibliche dal Pentateuco, quinta nel Libro del Levitico. Rappresenta il passo 14:1-15:33 di Levitico, che gli ebrei leggono generalmente in aprile.
Il calendario ebraico lunisolare contiene fino a 55 settimane, col numero esatto che varia tra 50 settimane negli anni comuni e 54-55 negli anni bisestili. In questi ultimi (per es. il 2014 e 2016), la Parshah Metzora viene letta separatamente. Negli anni comuni invece (per es. 2012, 2013, 2015, 2017 e 2018), la Parshah Tazria è combinata con la parashah precedente, la Tazria, per ottenere il numero di letture settimanali necessarie.
La parshah tratta dell'impurità rituale. Affronta il risanamento delle malattie della pelle (tzara'at - צרעת), case infettate da pesti eruttive, eiaculazioni irregolari dai genitali maschili, e mestruazioni.

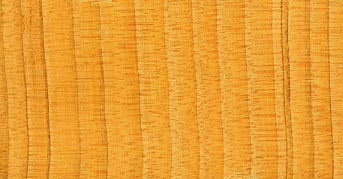
Legno di cedro

## Haftarah
La haftarah della parashah è 2 Re 7:3-20.

### Testi
- Testo Masoretico e traduzione JPS 1917, su mechon-mamre.org. URL consultato il 22 febbraio 2013 (archiviato dall'url originale il 15 aprile 2022).
- Parshah cantata, su bible.ort.org. URL consultato il 22 febbraio 2013 (archiviato dall'url originale il 15 maggio 2011).
- Parshah in ebraico, su mechon-mamre.org.

### Commentari
- Academy for Jewish Religion, New York, su ajrsem.org.
- Aish.com. URL consultato il 22 febbraio 2013 (archiviato dall'url originale il 6 marzo 2019).
- American Jewish University, su judaism.ajula.edu (archiviato dall'url originale il 20 febbraio 2012).
- Anshe Emes Synagogue, Los Angeles, su anshe.org. URL consultato il 22 febbraio 2013 (archiviato dall'url originale il 1º novembre 2012).
- Bar-Ilan University, su biu.ac.il.
- Chabad.org.
- eparsha.com.
- G-dcast, su g-dcast.com. URL consultato il 22 luglio 2019 (archiviato dall'url originale il 4 luglio 2017).
- The Israel Koschitzky Virtual Beit Midrash, su vbm-torah.org. URL consultato il 22 febbraio 2013 (archiviato dall'url originale il 14 maggio 2011).
- Jewish Agency for Israel, su jewishagency.org. URL consultato il 22 febbraio 2013 (archiviato dall'url originale il 15 settembre 2012).
- Jewish Theological Seminary (XML), su jtsa.edu. URL consultato il 22 febbraio 2013 (archiviato dall'url originale l'11 marzo 2013).
- MyJewishLearning.com. URL consultato il 22 febbraio 2013 (archiviato dall'url originale il 25 settembre 2008).
- Ohr Sameach, su ohr.edu.
- Orthodox Union, su ou.org.
- OzTorah — Torah from Australia, su oztorah.com.
- Oz Ve Shalom — Netivot Shalom, su netivot-shalom.org.il. URL consultato il 22 febbraio 2013 (archiviato dall'url originale il 24 giugno 2010).
- Pardes from Jerusalem, su pardes.org.il. URL consultato il 22 febbraio 2013 (archiviato dall'url originale il 29 marzo 2012).
- Rabbi Dov Linzer, su rabbidovlinzer.blogspot.com.
- RabbiShimon.com. URL consultato il 22 febbraio 2013 (archiviato dall'url originale il 6 marzo 2019).
- Rabbi Shlomo Riskin, su ohrtorahstone.org.il. URL consultato il 22 febbraio 2013 (archiviato dall'url originale il 21 agosto 2011).
- Rabbi Shmuel Herzfeld, su rabbishmuel.com. URL consultato il 22 febbraio 2013 (archiviato dall'url originale l'11 marzo 2013).
- Reconstructionist Judaism, su www4.jrf.org. URL consultato il 22 febbraio 2013 (archiviato dall'url originale il 16 febbraio 2006).
- Sephardic Institute, su judaic.org. URL consultato il 22 febbraio 2013 (archiviato dall'url originale il 7 agosto 2008).
- Shiur.com.
- 613.org Jewish Torah Audio, su 613.org. URL consultato il 22 febbraio 2013 (archiviato dall'url originale il 22 maggio 2011).
- Tanach Study Center, su tanach.org.
- Teach613.org, Torah Education at Cherry Hill, su teach613.org.
- Torah from Dixie, su tfdixie.com. URL consultato il 22 febbraio 2013 (archiviato dall'url originale il 5 marzo 2012).
- Torah.it, su archivio-torah.it.
- Torah.org.
- Torahvort.com.
- Union for Reform Judaism, su urj.org. URL consultato il 22 febbraio 2013 (archiviato dall'url originale il 18 giugno 2009).
- United Hebrew Congregations of the Commonwealth, su chiefrabbi.org. URL consultato il 22 febbraio 2013 (archiviato dall'url originale il 10 aprile 2012).
- United Synagogue of Conservative Judaism, su uscj.org. URL consultato il 22 febbraio 2013 (archiviato dall'url originale il 14 agosto 2012).
- Yeshiva University, su yutorah.org. URL consultato il 22 febbraio 2013 (archiviato dall'url originale il 18 dicembre 2019).

1. ↑   Levitico 14:1-15:33, su La Parola - La Sacra Bibbia in italiano in Internet.
2. ↑   2Re 7:3-20, su La Parola - La Sacra Bibbia in italiano in Internet.